# Partidul Fascist Rus
Partidul Fascist Panrus (în rusă Всероссийская фашистская партия, acronim VFP) (înainte de 1934 Partidul Fascist Rus, din 1937 - Uniunea Fascistă Rusă) a fost un partid politic care a existat în perioada 1931-1943 în Republica Chineză și Manchukuo, cea mai mare organizație din rândul emigrației ruse formată în Extremul Orient. S-a format pe baza unui număr de organizații de tineret profascist din rândul emigrației ruse în 1931 în Harbin în Extremul Orient, în Manciuria, unde exista o importantă colonie rusă.
Liderul partidului a fost un emigrant rus Konstantin Rodzaevski, un fondator al fascismului rus și unul dintre liderii emigranților ruși în Manciuria. În 1943, partidul a fost interzis de autoritățile japoneze (cu toate acestea, filialele partifului rămase în Africa, Canada și Europa și-au continuat activitățile până la sfârșitul celui de- al Doilea Război Mondial). În 1945, Rodzaevski s-a întors în URSS, unde a fost imediat arestat și, un an mai târziu, condamnat și executat.

## Formarea partidului
La sfârșitul anilor 1920, între zidurile Facultății de Drept din Harbin, un grup de emigranți din rândul studenților și profesorilor, s-a unit în Organizația Fascistă Rusă sub conducerea profesorului Nikolai Nikiforov⁠(d). Organizația a fost ulterior transformată în „Partidul Fascist Rus” (RFP), a cărui înființare a fost oficializată 26 mai 1931 la primul Congres al fasciștilor ruși desfășurat la Harbin. În 1931-1932, Partidul Fascist Rus a fost condus oficial de Vladimir Kosmin. Konstantin Rodzaevski a fost secretarul general al Partidului Fascist Rus.
Pe 3 aprilie 1934, RFP și Organizația Fascistă Panrusă (VFO)condusă de Anastasi Vonsiațki au format Partidul Fascist Panrus la Yokohama. În 1934, a fost semnat Protocolul nr. 1, care proclama fuziunea RFP și WFO și crearea „Partidului Fascist Panrus” (VFP)). Crearea partidului a fost oficializată la 26 aprilie 1934 la cel de-al doilea congres (unificator) al fasciștilor ruși, desfășurat la Harbin. Rodzaevski a devenit secretar general și vicepreședinte al Comitetului Executiv Central (Центрального Исполнительного Комитета, ȚIK), iar Vonsiațki a devenit președinte al ȚIK al partidului{. În perioada octombrie - decembrie 1934, relațiile dintre K. V. Rodzaevski și A. A. Vonsiațki au suferit o ruptură}.

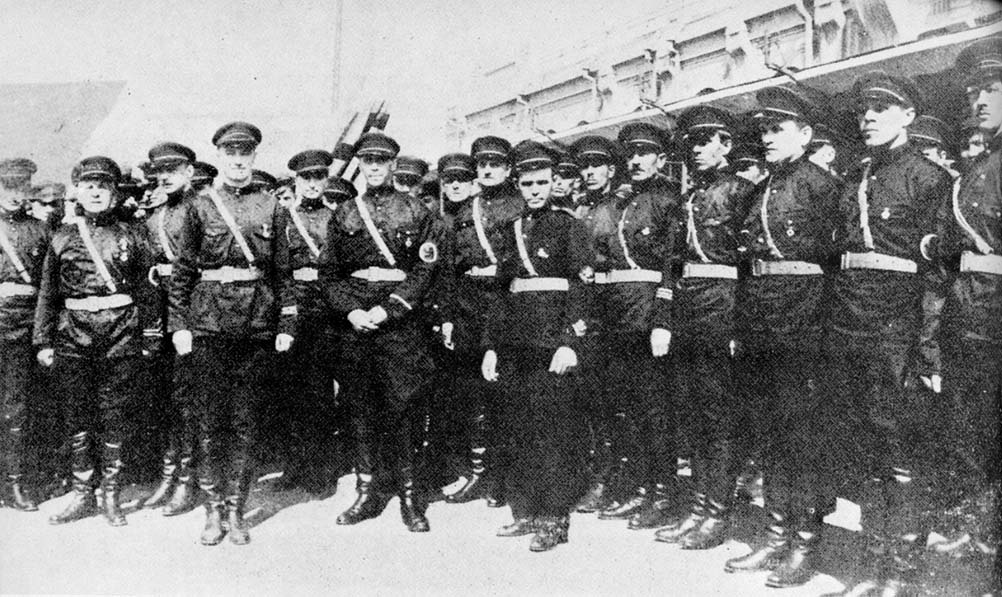
K. V. Rodzaevski (în centru, cu degetele împreunate) îl întâlnește pe A. A. Vonsiațki în gara din Harbin